# Bola de Drac
|  | Aquest article tracta sobre l'anime i manga. Si cerqueu els objectes, vegeu «bola de drac». |

Bola de Drac (ドラゴンボール, Doragon Bōru) és una sèrie manga escrita i dibuixada per Akira Toriyama. El manga va ser serialitzat a la revista setmanal Weekly Shonen Jump des del 20 de novembre de 1984 fins al 23 de maig de 1995 i va ser editat en 42 tankōbon per Shueisha amb un total de 519 capítols. El 2004, el manga es va reeditar en una edició de 34 volums en format kanzeban que incloïa un final nou.
La història de Bola de Drac explica la vida d'en Son Goku, un noi amb cua de mico basat en el mite xinès Viatge a l'oest, i narra la seva vida i aventures com a nen fins que es fa avi.
Els 42 volums (tankōbon) es van adaptar en dues sèries d'anime produïdes per Toei Animation:  Bola de Drac i Bola de Drac Z, les quals van ser emeses al Japó des de l'any 1986 fins al 1996. A més a més, la Toei ha creat vint llargmetratges animats inspirats en el manga, així com tres especials televisius i dues seqüeles originals independents titulades Bola de Drac GT (1996-1997) i Bola de Drac Super (2015-2018), que continuen més enllà dels esdeveniments presentats al manga. La primera es va emetre tan bon punt va acabar Bola de Drac Z. L'any 2009, la Toei va emetre una versió remasteritzada de  Bola de Drac Z amb el nom de Bola de Drac Kai, on la majoria del material de la versió original que no apareix al manga va ser eliminat. Diverses empreses han desenvolupat diversos tipus de marxandatge basats en la sèrie que condueix a una gran franquícia multimèdia que inclou pel·lícules, tant d’animació com d’acció en viu, jocs de cartes coleccionables, nombroses figures d’acció, juntament amb diverses col·leccions de bandes sonores i nombrosos videojocs. Bola de Drac és una de les vint primers franquícies de mitjans amb més ingressos de tots els temps, ja que ha generat uns ingressos totals estimats en 30.000 milions de dòlars estatunidencs.
Des que es va estrenar, Bola de Drac s'ha convertit en un dels mangues i animes més populars de la història, tant al Japó com a occident. En una enquesta duta a terme per l'Agència de Cultura Japonesa el 2009 sobre els 50 millors animes i mangues del Japó, Bola de Drac va aconseguir el tercer lloc. D'altra banda, en una enquesta duta a terme per TV Asahi el 2006, Bola de Drac va quedar en el tercer lloc de les 100 millors sèries d'animació segons el públic japonès amb 1322 vots. És també una de les sèries de manga més venudes de la història. El manga s'ha venut a més de 40 països i l'anime s'ha emès a més de 80, incloent-hi Catalunya, on el manga s'ha editat en català per l'editorial Planeta de Agostini sent el còmic en català més venut de la història, i l'anime s'ha emès diverses vegades en català a través de diversos canals de Televisió de Catalunya des de la dècada dels 90. Al País Valencià es va emetre per Canal Nou entre 1991 i 1997, esdevenint també un fenomen de masses.
Els 42 volums "tankōbon" del manga han venut més de 160 milions de còpies al Japó i es calcula que han venut més de 350 milions de còpies a tot el món, cosa que el converteix en una de les sèries de manga més venudes a la història. Els crítics n'han elogiat l'art, la caracterització i l'humor de la història. És àmpliament considerat com una de les sèries de manga més grans i influents mai realitzades, i molts artistes de manga citen Bola de Drac com a font d'inspiració per a les seves pròpies populars obres. L'anime, especialment Bola de Drac Z, també és molt popular a tot el món i es considera un dels més influents a l'hora de fomentar la popularitat de l'animació japonesa a la cultura occidental. Ha tingut un impacte considerable en la cultura popular mundial, referenciada i inspirada per nombrosos artistes, atletes, famosos, cineastes, músics i escriptors de tot el món.

## Gènere
La història de Bola de Drac es va publicar de manera continuada durant 11 anys. Durant aquests anys, el to i l'estil de la història va anar canviant gradualment per reflectir els gustos dels lectors i editors de la revista Shōnen Jump.
El manga inicial és principalment una història fantàstica d'humor, amb alguns elements de ciència-ficció. Els elements fantàstics no inclouen solament el nen-mico Goku i les boles, sinó també personatges animals parlants i personatges identificats com a déus o dimonis. D'altra banda, el món té una tecnologia avançada incloent-hi les càpsules per estalviar espai (que poden encabir un objecte inanimat en una petita càpsula), cotxes voladors i aparells similars del "futur proper". En total, hi ha molt poques morts i un èmfasi en la interacció entre personatges.
El manga més tardà comença amb el naixement del primer fill d'en Goku, i a partir d'aquí pren un aspecte més seriós i s'apropa més a la ciència-ficció. Molts dels personatges que abans tenien orígens fantàstics (en Goku, els dimonis, etc.) ara resulten ser alienígenes d'altres planetes. L'acció se centra en viatges espacials, enemics extraterrestres i robots poderosos en lloc de brètols fantàstics. Només al final del manga els elements fantàstics tornen a ser l'element principal.

## Argument

Mapa del món de Bola de Drac.

Inicialment, l'argument se centra en Son Goku, la Bulma, i la recerca de les llegendàries boles de drac, un total de set boles que en ser reunides donen lloc a l'aparició del drac Shenron que pot concedir qualsevol desig. Després que el desig s'ha complert, les boles es reparteixen novament per tot el món i són convertides en pedra durant un any. En el passat, costava generacions buscar les boles per tot el món i aplegar-les totes. Tanmateix, una genial inventora, la Bulma, crea el "radar de les boles de drac" per detectar les boles i fer el procés molt més fàcil.
Els joves trobaran altres personatges que se'ls uniran amb el pas de la història; Son Goku s'endinsarà en la recerca de les Boles de drac i desafiarà a tota mena de brivalls per esdevenir l'home més fort de l'Univers. En diversos moments, la sèrie té lloc al Gran Torneig de les Arts Marcials, un gran torneig mundial d'arts marcials en què els millors lluitadors de tot el món es troben i es baten en duel per demostrar qui és el lluitador més fort de la Terra.
Les boles de drac del títol són un dels components de la sèrie i el fil conductor de les aventures de la primera etapa, però no en són l'argument principal. Més endavant, a partir de la baralla contra Cor Petit Jr, l'argument fa un canvi radical: les Boles de drac queden en segon terme i l'argument es fixarà en la protecció de la Terra i de l'Univers sencer, a través de batalles contra dolents pèrfids cada vegada més poderosos i descobrint l'origen d'en Goku i de les Boles de drac.

## Temes recurrents
Dins de les arts marcials, la història de Bola de Drac se centra principalment al voltant de la redempció, generalment exposant els ideals "purs" d'en Son Goku i en Son Gohan. Gairebé tots els personatges principals del manga van entrar a la sèrie sent dolents, però, d'una manera o una altra, van ser convertits al costat bo. Sovint, això portaria que s'unissin per vèncer un enemic més gran, però generalment els antics enemics no troben motivacions per continuar lluitant. Aquest tema ja era evident des del principi, amb la conversió d'en Iamxa, l'Ulong, i en Puar (i va continuar fins al final de la saga, amb l'acceptació d'en Buu). Aquest estil de redempció no és únic de Bola de Drac (sovint es veu en còmics americans), però és notable que persistís amb els canvis d'estil i to.
En la seva essència, Bola de Drac manté el dogma principal de la filosofia de la Weekly Shōnen Jump sobre «l'amistat, l'esforç i la victòria». Com que la sèrie va canviar el seu contingut d'un argument còmic i poc seriós a una història més complexa i fosca, els protagonistes s'enfronten a un cicle interminable de batalles, triomfs, derrotes i entrenament. Ells continuen amb aquesta tendència gràcies a l'ús de diversos objectes gairebé miraculosos per poder avançar en les seves aventures fins i tot encara morts, i seguir aprenent a través dels enfrontaments que aquests encaren al llarg de la història. La sèrie també mostra la idea que la gent pot superar-se i assolir els seus objectius, sempre que s'hi esmerin constantment.

## Personatges principals
Bola de Drac és una obra molt extensa, en la que surten molts personatges, dels quals els més destacats, entre d'altres, són:
- Son Goku: És el protagonista de la major part de la història. És un nen que ha crescut a les muntanyes aprenent arts marcials del seu avi i que té una peculiaritat: la seva cua. La seva aventura comença quan coneix la Bulma i comença la recerca de les Boles de drac; sempre s'enfronta amb moltes forces del mal que volen destruir el món. Més endavant tindrà dos fills amb la Xixi: en Son Gohan i en Son Goten. El doblatge català és doblat de manera ininterrompuda per Marc Zanni. Quan era un nen va començar sent doblat per Maria Moscardó, però més endavant el dobla Mònica Padrós va doblar en Son Goku (versió de Televisió de Catalunya) i Mari Carme Giner a la versió de Televisió Valenciana.[16]
- Bulma: Filla d'una de les ments més brillants del món, s'assabenta de la llegenda de les Boles de drac i decideix buscar-les. Mentre les busca, es troba en Goku, qui l'ajuda en la seva aventura. És la creadora del radar de les boles de drac, la nau espacial d'en Goku, la màquina del temps d'en Trunks i altres artefactes utilitzats al llarg de la sèrie. Té dos fills amb en Vegeta: en Trunks i la Bra. El doblatge en català és fet per Roser Contreras.
- Krilin: És el company d'en Goku i posteriorment el seu millor amic. Un lluitador d'arts marcials que va començar el seu entrenament en un temple Shaolin, però que, en sentir-se marginat per membres més grans va decidir anar a entrenar-se amb en Follet Tortuga, on va conèixer a Goku. L'acompanya en les seves aventures i batalles, millorant com a lluitador al punt de sobrepassar el límit dels éssers humans. El doblatge en català és fet per Marta Barbarà, excepte en els primers episodis que el va fer Francesc Figuerola.
- Cor Petit Júnior: Un monstre fill de Satanàs Cor Petit i nascut per venjar-se d'en Goku. Posteriorment, es converteix en el seu fidel company. Prové del planeta Nàmek. És el primer mestre d'en Son Gohan, entrenant-lo per enfrontar-se amb en Vegeta i en Nappa. Al doblatge català és doblat per Xavier Fernández i Raúl Llorens.
- Son Gohan: El fill gran d'en Goku. Pren el paper de protagonista de la història en diverses ocasions. En Goku li va posar el nom en honor del seu avi. El doblatge en català és fet per Joël Mulachs.
- Vegeta: El príncep dels saiyans (guerrers de l'espai), una de les races de guerrers més poderoses de l'Univers. Arriba a la terra, juntament amb el seu company Nappa, amb l'objectiu d'apoderar-se de les Boles de drac i així demanar el desig de la vida eterna, per poder enfrontar-se amb en Freezer, i ser l'emperador de l'Univers. Posteriorment viu a la terra, manté una relació amb la Bulma, amb la qual té dos fills: en Trunks i la Bra, però mai arriben a casar-se. El doblatge en català és fet per Joan Sanz.[17]

## Producció

### Antecedents
Akira Toriyama va començar a planejar un nou manga tan bon punt va haver acabat amb Dr. Slump. Durant aquest temps el mangaka era fanàtic de les pel·lícules de Jackie Chan i en especial de Drunken Master, el que el va inspirar a dibuixar un manga sobre kung fu; el seu primer intent, un one shot anomenat Dragon Boy, li va portar respostes positives dels seus lectors pel que va decidir seguir aquest camí. Decidit a fer servir una ambientació diferent al seu anterior treball, la qual era occidental, va començar a planejar una ambientació xinesa, la qual cosa el va portar a prendre com a base el clàssic Viatge a l'Oest. L'obra narra les vivències de Sun Wukong, un personatge amb trets físics reminiscents d'un mico, raó per la qual és anomenat «rei mico», i quatre amics seus, un amb cap de porc, mentre busquen uns escrits budistes sagrats amb la intenció de tornar-los a la Xina. El rei mico, conegut al Japó com «Son Gokū», viatja sobre un núvol que li permet recórrer trajectes llargs en poc temps, pot adquirir diverses formes físiques, posseeix un bastó indestructible que pot estendre i és practicant d'arts marcials. Totes aquestes característiques estan presents també en el protagonista de Bola de Drac. Una altra similitud entre les dues obres recau en la quantitat d'amics que acompanyen el protagonista en la seva aventura inicial i els trets d'alguns d'ells.
El títol Dragon Ball es va inspirar en Enter the Dragon i posteriors pel·lícules de kung fu que sovint tenien la paraula "Drac" al títol, i les escenes de lluita van estar influïdes per les pel·lícules de Jackie Chan. Des que es va serialitzar a una revista manga shonen, va afegir la idea de les Boles de Drac per donar-li una activitat semblant al joc de reunir alguna cosa, sense pensar en el que desitjarien els personatges. El seu concepte de les boles de drac es va inspirar en l'èpica novel·la japonesa Nansō Satomi hakkenden (1814–1842), en què els herois recullen vuit perles d’oració budistes, que Toriyama va adaptar a col·leccionar set boles de drac.

### Trama i elements narratius
Al principi la història no es va separar molt del clàssic, i l'autor tenia pensat acabar després que es reunissin les Boles de drac, però en seguir endavant amb l'argument es va anar separant cada vegada més de l'original xinès, incloent enemics cada vegada més forts.
Durant els primers capítols del manga, l'editor de Toriyama, Kazuhiko Torishima, va comentar que Goku semblava bastant senzill, de manera que per combatre això va afegir diversos personatges com el Follet Tortuga i Krilín, i va crear el Gran Torneig de les arts marcials, per centrar la història en la lluita. Va ser quan va començar el primer torneig quan Bola de Drac es va popularitzar realment, després de recordar les curses i tornejos de Dr. Slump. Preveient que els lectors esperarien que Goku guanyés els torneigs, Toriyama li va fer perdre els dos primers mentre planejava una eventual victòria. Va dir que la història de l'Exèrcit de la Cinta Vermella i la seva torre estava inspirada en el videojoc Spartan X, en què els enemics tendeixen a aparèixer molt ràpidament. Després va crear Satanàs Cor Petit com un dolent veritablement dolent i, en conseqüència, va considerar aquest arc el més interessant de dibuixar.
Un cop en Goku i companyia s'havien convertit en els més forts de la Terra, van recórrer a oponents extraterrestres, inclosos els saiyans (サイヤ人, Saiyajins) i el mateix Goku va ser explicat amb continuïtat retroactiva que no era un terrícola sino un saiyan que va ser enviat a la Terra quan era un nadó. Freezer (o Frízer), que va fer-se amb els planetes per revendre'ls per la força, es va crear al voltant de l'època de la bombolla econòmica japonesa i es va inspirar en els especuladors, a qui Toriyama va anomenar el "pitjor tipus de gent". Trobant els enemics en escala de dificultat, va crear les Forces Espacials Ginyu per afegir més equilibri a la sèrie. Quan Toriyama va crear la transformació en Super Saiyan durant l’arc de Freezer, inicialment es va preocupar que les expressions facials de Goku com a Super Saiyan li fessin semblar un malvat, però va decidir que era acceptable ja que la transformació va ser provocada per la ira. La forma Super Saiyan de Goku té els cabells rossos perquè li era més fàcil per dibuixar a l'assistent de Toriyama (que passava molt de temps entintant els cabells d'en Goku), i té uns ulls penetrants basats en el parpelleig fulgurant de Bruce Lee. Toriyama va afegir el viatge en el temps a continuació durant l'arc d'en Cèl·lula, però va dir que li costava molt, només pensant què fer aquella setmana i havent de discutir-ho amb el seu segon editor Yu Kondo. Després de la mort de Cèl·lula, Toriyama pretenia que Gohan substituís Goku com a protagonista de la sèrie, però sentia que el personatge no era adequat per al paper i va canviar d'opinió.

### Disseny de personatges i escenaris
Toriyama va voler trencar amb les influències occidentals habituals a Dr. Slump, buscant deliberadament paisatges xinesos, fent referència a edificis xinesos i fotografies que havia comprat la seva dona. Toriyama volia configurar "Bola de drac" en un món fictici basat en gran part a Àsia, inspirant-se en diverses cultures asiàtiques incloent-hi la japonesa, la xinesa, les d'Àsia meridional, Àsia central, àrab i Indonèsia.
Anant en contra de la convenció normal que els personatges més forts havien de ser els més grans en termes de mida física, va dissenyar molts dels personatges més poderosos de Bola de Drac amb estatura petita, incloent el protagonista, Goku. Toriyama va explicar més tard que va fer créixer a Goku com a mitjà per fer més fàcils dibuixar escenes de lluita, tot i que el seu primer editor Kazuhiko Torishima es va oposar inicialment perquè era estrany que el personatge principal d'un manga canvies dràsticament. Quan va incloure baralles al manga, Toriyama va fer que els personatges anessin a llocs deshabitats per evitar dificultats de dibuixar residents i edificis destruïts. Des de la finalització de Bola de Drac Toriyama ha continuat ampliant la seva història, principalment informació de fons sobre el seu univers, a través de guies publicades per Shueisha.
Durant la segona meitat de la sèrie, Toriyama va dir que s'havia interessat més en la història que en dibuixar-la i que les batalles s'havien fet més intenses amb ell simplificant les línies. El 2013, va afirmar que, com que "Bola de Drac" és un manga d'acció, l'aspecte més important és el sentit de la velocitat, de manera que no va fer dibuixos molt elaborats, arribant a suggerir que es podria dir que no li interessava l'art. També va dir una vegada que el seu objectiu per a la sèrie era explicar una història "poc convencional i contradictòria". El 2013, comentant L'èxit mundial de Bola de Drac, Toriyama va dir: "Francament, no entenc ben bé per què va passar. Mentre es serialitzava el manga, l'únic que volia mentre seguia dibuixant era fer feliços els nois japonesos", "El paper del meu manga és ser una obra d'entreteniment a tot arreu. M'atreveixo a dir que no m'importa fins i tot si [les meves obres] han deixat res al darrere, sempre que hagin entretingut els seus lectors".

### Tècniques de combat i poders
Originalment les tècniques i poders no anaven a tenir nom però, per recomanació de Torishima, Toriyama va decidir atorgar-los una denominació distintiva. L'única que no va titular ell va ser la del Kame Hame Ha, nomenada en canvi per la seva dona. Algunes de les tècniques més utilitzades són la del vol i la del canvi de lloc instantani.

## Manga
El manga Bola de Drac va ser escrit i dibuixat per Akira Toriyama per a la revista setmanal Weekly Shonen Jump, i va ser publicat des de l'edició número 51 de 1984 fins a l'edició número 25 de 1995; l'obra es compon d'un total de 519 capítols i un gaiden que van ser després compilats en 42 volums, dels quals el primer va ser publicat el 10 de setembre de 1985 i l'últim el 4 d'agost de 1995. Si bé en aquest format l'argument de Bola de Drac transcorre sense cap diferència en la nomenclatura, a diferència de la versió anime, a terres americanes sí que es va arribar a diferenciar per Bola de Drac Z. Així mateix una sèrie d’anime còmics van ser publicats entre gener de 1995 i març de 1997 basats en les pel·lícules i especials de televisió que es van transmetre per complementar la sèrie.
A l'estat espanyol fou publicada per Planeta de Agostini el maig del 1992. Les negociacions amb Shueisha començaren l'estiu del 1991, i finalment va aparéixer coincidint amb el Saló del Còmic, en edició setmanal en català i castellà en format comic-book, una fita que mai abans havia ocorregut. Més endavant apareixeria la sèrie vermella, de periodicitat quinzenal i 48 pàgines. Tot i que a la sèrie vermella, que comença després de la destrucció de Namek i la mort de Frízer, no inclou el nom Bola de Drac Z enlloc, sí que coincideix majoritàriament amb els episodis de la sèrie. En el moment en què es publica, la sèrie vermella incloïa episodis inèdits a televisió.
El 2004 es va reeditar el manga en un nou format, dividit en 34 Kanzenban, que incloïen un final lleugerament modificat i algunes pàgines a color que van aparèixer en la revista setmanal del Japó, que en l'anterior versió -la de 42 toms- apareixien totalment en blanc i negre. L'any 2006, l'editorial Planeta De Agostini va començar a publicar aquesta versió a Catalunya sota el nom de  Bola de Drac Edició Definitiva.

### Sèries derivades
Toriyama, va autoritzar el 2011 un manga sobre el pare de Goku: Bardock, titulat: Bola de Drac: Episode of Bardock, de tres capítols, escrit per Naho Ōishi, que es va publicar a la revista mensual  V Jump d'agost i octubre de 2011.
L'últim capítol de la sèrie de manga de Toriyama del 2013 Jaco the Galactic Patrolman va revelar que està ambientat abans de Bola de Drac, amb diversos personatges fent aparicions. La recopilació de volums de Jaco contenen un capítol extra de "Bola de Drac" que es centra en la mare d'en Goku, anomenada Gine.
El desembre de 2016, va començar a la revista digital Shōnen Jump+ de Shueisha un manga derivat titulat Dragon Ball Side Story: The Case of Being Reincarnated as Yamcha. Escrit i il·lustrat per Dragon Garow Lee, tracta d'un nen de secundària que després d'un accident es desperta al cos de Yamcha al manga Bola de Drac.

### Crossovers
Toriyama també va crear una sèrie curta, Neko Majin (1999–2005), que es va convertir en una autoparòdia de Bola de Drac. El 2006, un crossover entre Kochira Katsushika-ku Kameari Kōen-mae Hashutsujo (o Kochikame) i Bola de Drac de Toriyama i l'autor de Kochikame Osamu Akimoto va aparèixer al manga Super Kochikame (超こち亀, Chō Kochikame). Aquell mateix any, Toriyama es va unir amb Eiichiro Oda per crear un capítol transversal de Bola de Drac i One Piece titulat Cross Epoch.

## Anime
L'anime de Bola de Drac, consta de sis sèries. Les dues primeres són les que són adaptacions del manga: Bola de Drac i Bola de Drac Z. Tan bon punt va acabar l'última esmentada, va fer-se una sèrie totalment original: Bola de Drac GT. L'última, Bola de Drac Z Kai, és una versió remasteritzada de Bola de Drac Z. Bola de Drac Súper continua els esdeveniments des d'on ho va deixar BDZ. La sèrie més recent és BD Daima.
| Sèrie | Sèrie              | #   | #                 | Dates d'emissió original | Dates d'emissió original | Dates d'emissió en català | Dates d'emissió en català |
| Sèrie | Sèrie              | #   | #                 | Primera emissió          | Última emissió           | Primera emissió           | Última emissió            |
| ----- | ------------------ | --- | ----------------- | ------------------------ | ------------------------ | ------------------------- | ------------------------- |
|       | Bola de Drac       | 153 | 153               | 26 de febrer de 1985     | 19 d'abril de 1989       | 15 de febrer de 1990      |                           |
|       | Bola de Drac Z     | 291 | 291               | 26 d'abril de 1989       | 31 de gener de 1996      | 17 d'octubre de 1991      | 4 de juliol de 1997       |
|       | Bola de Drac GT    | 64  | 64                | 7 de febrer de 1996      | 19 de novembre de 1997   | 9 de febrer de 1999       | 13 d'abril de 1999        |
|       | Bola de Drac Z Kai | 167 | 98                | 5 d'abril de 2009        | 2 d'agost de 2011        | 19 de setembre de 2011    | 1 de febrer de 2012       |
| 69    | Bola de Drac Z Kai | 167 | 6 d'abril de 2014 | 28 de juny de 2015       | 11 de gener de 2016      | 31 de març de 2016        |                           |
|       | Bola de Drac Super | 131 | 131               | 5 de juliol de 2015      | 25 de març de 2018       | 6 de juny de 2025         | -                         |
|       | Bola de Drac Daima | 7   | 7                 | 11 d'octubre de 2024     | En emissió               | -                         | -                         |

### Bola de Drac
Al febrer de 1986, Toei Animation va produir la sèrie d'anime basada en els capítols del manga Bola de Drac, titulada amb el mateix nom. La sèrie es va estrenar al Japó pel canal Fuji Television el 26 de febrer de 1986 i va continuar fins al 19 d'abril de 1989, amb un total de 153 episodis. Aquesta part de la sèrie va ser el resultat de l'adaptació dels primers 194 capítols del manga.
Pel que fa a Catalunya, la sèrie es va emetre per primer cop a TV3 el 15 de febrer de 1990 assolint un gran èxit, que seria replicat a la versió valenciana emesa per Canal Nou el 2 de març de 1991.

### Bola de Drac Z
Un cop va haver acabat Bola de Drac, Toei Animation va llançar ràpidament la segona part de la sèrie anime, Dragon Ball Z (ドラゴンボール Z (ゼット), Doragon Boru Zetto, habitualment abreujat com DBZ).  Bola de Drac Z és una adaptació dels darrers 26 volums de la sèrie del manga de la Weekly Shonen Jump, concretament dels capítols 195 al 519. La sèrie va estar en antena des que es va estrenar al Japó a Fuji Television el 26 d'abril de 1989 fins al dia del seu acabament, el 31 de gener de 1996 amb un total de 291 episodis, completant i finalitzant així, la història del manga.
A Catalunya, la sèrie es va estrenar el 16 d'octubre de 1991 a Televisió de Catalunya (TV3) seguint amb l'èxit de la seva predecessora.

### Bola de Drac GT
Produïda per Toei Animation, Dragon Ball GT (ドラゴンボール GT (ジーティー), Doragon Bōru Jī Tī, G(rand) T(our)) es va estrenar a Fuji TV el 2 de febrer de 1996 i va continuar fins al 19 de novembre de 1997. A diferència de les dues primeres sèries, aquesta no està basada en el manga de Bola de Drac. La sèrie va durar 64 episodis.
A Bola de Drac GT, en Goku es transforma novament en un nen, degut a les Boles de Drac de l'Estrella Negra, i es veu obligat a viatjar per tota la galàxia per recuperar-les, enfrontant-se amb nous i poderosos enemics i obtenint noves habilitats. amb la finalitat de tornar a ser un adult.
En aquest cas, Toriyama només va participar en alguns dissenys de personatges a l'inici de la sèrie i en la creació d'imatges promocionals, sent aquesta la sèrie en la que menys participació va tenir.
A Catalunya, la sèrie es va estrenar el 9 de febrer de 1999 a Televisió de Catalunya un cop va haver acabat Bola de Drac Z.

### Bola de Drac Z Kai
Bola de Drac Z Kai (coneguda al Japó simplement com Dragon Ball Kai) és una versió revisada de la sèrie anime Bola de Drac Z produïda en commemoració del vintè aniversari de l'original. Es va començar a emetre al Japó a Fuji Television el 5 d'abril de 2009 i va acabar el 27 de març de 2011. La remasterització compta amb imatge d'alta definició, so i efectes especials, així com un nou doblatge amb la majoria del repartiment original. Bola de Drac Z Kai va utilitzar com a base la mateixa animació de Bola de Drac Z dels 80-90, però a causa de noves normes de radiodifusió al Japó ara es veuria en format de pantalla ampla 16:9 (com a tota la televisió japonesa). També estaria remasteritzada, resumida, reacolorida, parcialment reanimada en segona i tercera dimensió, amb algunes animacions noves, amb so estèreo i no pas monaural com en la trilogia, amb banda sonora nova, amb alguns efectes de so nous, amb diàlegs regravats i parcialment nous i amb alguns actors de veu nous. Toei ha posat èmfasi que la sèrie tindria un "major sentit d'excitació" basant-se en el concepte de "més acció en menys temps" amb la qual cosa la majoria del farcit seria eliminat. Així Bola de Drac Z Kai va acabar sent anomenada "la versió original tallada d'Akira Toriyama", la qual cosa va significar que aquesta sèrie seria molt més tancada i fidel al manga que Bola de Drac Z (prova d'això seria la inclusió d'escenes de diversos episodis de Bola de Drac i del primer especial de TV de Z en el primer episodi de Kai) per la qual cosa va acabar tenint menys episodis que la sèrie original.
La música de fons per a la sèrie va ser composta per Kenji Yamamoto, la música va ser utilitzada per a la major part de la sèrie, però, el compositor va ser reemplaçat més tard així com la banda sonora amb pistes de música basades en la sèrie original i compostes per Shunsuke Kikuchi, compositor de Bola de Drac i Bola de Drac Z. El canvi es va dur a terme a causa del fet que Yamamoto va ser acusat de plagi. A banda d'això, les imatges de la història van ser extretes del material existent, tot i que els openings i endings es van fer de zero utilitzant mètodes actuals d'animació.
A Catalunya la sèrie es va estrenar el 19 de setembre de 2011 al Canal 3XL. Aquesta nova sèrie, fins aleshores inèdita en català, va ser la primera que es va emetre després que TVC tornés a adquirir els drets de totes les sèries de Bola de Drac.

### Bola de Drac Super
Bola de Drac Súper es va estrenar el 5 de juliol de 2015. Suposa el retorn d'una nova història a televisió de Bola de Drac, després de 18 anys que s'acabés Bola de Drac GT el 1997.
El disseny dels personatges i la història són a càrrec de l'autor original, l'Akira Toriyama. Paral·lelament també hi ha un manga, amb la història a càrrec de Toriyama i els dibuixos de Toyotarō. De la versió animada, tal com ha passat amb les altres temporades de Bola de Drac, se n'ocupa Toei Animation. La nova sèrie té lloc després de la Saga d'en Buu Petit, durant el salt temporal de 10 anys que hi ha entre la mort d'en Buu Petit i el 28è Torneig Mundial d'Arts Marcials.
A Catalunya, el juny de 2024, coincidint amb el 40è aniversari de la publicació del manga original, la CCMA va anunciar que havia tancat un preacord per emetre Bola de Drac Súper al SX3 i al 3Cat.

## Pel·lícules
Actualment hi ha vint-i-una pel·lícules d'anime basades en la sèrie de Bola de Drac. Quatre són basades en Bola de Drac, sent les primeres tres una trilogia que explica una història alternativa a l'original; i la quarta pel·lícula que va ser creada per al desè aniversari de l'anime. Quinze pel·lícules estan basades en Bola de Drac Z. Aquestes últimes pel·lícules tenen trames completament diferents de les de la sèrie, i gairebé cap no té lloc en la línia temporal en la qual es desenvolupa la sèrie original. Dues pel·lícules estan basades en Bola de Drac Super.

## Bandes sonores i temes musicals
Les diverses bandes sonores que contenen els temes musicals de les versions anime i pel·lícules de Bola de Drac han estat produïdes des de 1986, any en què el segell discogràfic Columbia Records va posar a la venda el primer compilatori en format de disc de vinil nomenat Makafushigi Adobenchā!/Romantikku Ageru Yo, que inclou els opening i ending de la primera adaptació a l'anime. el 1998 va tornar a distribuir-se en el mercat, però aquesta vegada en disc compacte, i va incorporar les versions instrumentals per cantar en karaoke corresponents dels temes originals.
Hi ha vint àlbums que formen part d'una col·lecció coneguda com Dragon Ball Z Hit Song Collection, distribuïda per Sony Music, conté cadascun algunes cançons d'obertura i tancament, altres que van aparèixer també en alguns episodis de les produccions anime així com algunes de videojocs de la franquícia, entre d'altres. de manera similar, també es van distribuir alguns conjunts recopilatoris, cadascun amb més d'un disc compacte en el seu contingut. Cal afegir que cada llargmetratge no animat i videojoc de la franquícia té també la seva pròpia banda sonora.
Els opening i ending de Bola de Drac, en la seva llengua original, van ser interpretats per Hiroki Takahashi i Ushio Hashimoto, respectivament; per Bola de Drac Z, es van utilitzar dues cançons diferents per a l'obertura i tancament de cada capítol, interpretades les dues primeres per Hironobu Kageyama, i les dues últimes per MANNA i Kageyama, de manera corresponent. En el cas de Bola de Drac GT, es va utilitzar una cançó de Field of View per l'opening, mentre que els quatre temes de tancament van ser cantats per la banda Deen, Zard, Shizuka Kudou i Wands. En el cas de Bola de Drac Z Kai, Takayoshi Tanimoto va interpretar les dues primeres cançons. El primer opening de Dragon Ball Super va ser interpretat per Kazuya Yoshii i el segon per Kiyoshi Hikawa. La sèrie va tenir onze endings diferents.

## Relació amb l'anime
Les sèries d'anime Bola de Drac i Bola de Drac Z estaven basades en el mateix manga, Bola de Drac. Bola de Drac segueix les aventures d'en Goku com a nen fins que es casa, i és la saga que conté més elements fantàstics i humorístics. Bola de Drac Z comença on acaba Bola de Drac, amb el naixement del primer fill d'en Goku. Bola de Drac GT és la seqüela de Bola de Drac Z però no està basada en el manga. Al contrari que a Bola de Drac i Bola de Drac Z, Akira Toriyama no pren part directament en la creació de Bola de Drac GT.
Hi ha moltes teories sobre significat de la "Z" de Bola de Drac Z. La versió oficial és que és l'última lletra de l'alfabet, i que, per tant, reflectia el desig de Toriyama, el creador, que la sèrie s'acabés aviat, però això no va ser així. D'altres inclouen anomenar el grup principal els "Guerrers Z" o "Lluitadors Z" als títols dels episodis i material promocional (a l'anime no s'utilitzen mai aquests noms) o que estigui relacionada amb la cançó "Detekoi tobikiwi Zenkai pawaa" ("Estic protegit per les estrelles", en la versió catalana) de l'ending.
Durant la majoria del temps, l'anime es produïa just després de publicar-se el manga. Tot i que això va fer que apareguessin episodis ràpidament, va resultar que s'hi havia d'incorporar una gran quantitat de material per mantenir el mateix ritme que el manga. Hi ha molts casos en què les històries inventades a l'anime es contradiuen amb el manga escrit posteriorment. En un petit nombre de casos, no obstant, les invencions van ser acceptades al manga, com per exemple el personatge d'en Bardock (el pare d'en Goku), que va ser una invenció de l'anime.

## La sèrie en català
Els primers capítols de l'anime van ser adquirits per Màrius Bistagne, qui els va doblar als estudis de doblatge Dovy que dirigia i els va vendre a Televisió de Catalunya, que els va emetre a partir del 15 de febrer de 1990 i va comprar-ne directament els següents episodis. En març de 1991 van arribar a la Televisió Valenciana, amb doblatge en valencià, aconseguint en ambdós casos un gran èxit d'audiència. El director d'RTVV, Amadeu Fabregat, va destacar el paper de la sèrie a l'hora de normalitzar el valencià a les comarques castellanoparlants del País Valencià. Després, Planeta DeAgostini el 1992 en va editar el manga (en català i en castellà) i la sèrie es va anar emetent a poc a poc. El manga en català, amb un tiratge previst pel primer número de 100.000 exemplars, va ser un èxit esclatant. L'any 2012, l'editorial Planeta DeAgostini per celebrar els vint anys de l'edició, regalaria un facsímil d'aquest primer número durant el Saló Internacional del Còmic de Barcelona.
En l'actualitat, hom pot gaudir plenament de la sèrie en català. El manga va ser editat per Planeta DeAgostini entre 2006 i 2007, respectant l'edició japonesa en una edició de gran qualitat (en 34 volums de dues-centes pàgines i en sentit de lectura oriental), sota el segell "Edició definitiva".
La primera saga de l'anime l'ha editada Manga Films, incloent-hi l'àudio català de TVC, però amb els talls de censura castellans, més nombrosos que els talls de censura francesos, que va ser la versió emesa per TVC. La segona saga, Z, l'ha editat Selecta Visión, incloent-hi també l'àudio català, però aquest cop sense censura, cada DVD inclou 7 episodis, amb audio català, japonès, euskera, gallec i castellà.

### El mite de Bola de Drac
Des de la primera emissió el 15 de febrer del 1990 a Televisió de Catalunya, Bola de Drac va tenir un gran èxit d'audiència no només entre els nens, sinó també entre els adolescents, efecte que es repetiria quan la sèrie s'emetera en Canal 9, que la va programar al migdia per a arribar a una audiència que anava des dels infants al públic universitari. Televisió de Catalunya va emetre inicialment només els 26 primers capítols, i això va fer que hi hagués peticions perquè se n'emetessin més. El que va fer la televisió va ser reemetre els capítols antics i afegir-hi cada vegada una temporada nova, de manera que hi va haver repeticions fins a l'any 1999. Juntament amb la sèrie, es van emetre la major part de les pel·lícules que s'havien fet, tret de les últimes 4 de Bola de Drac Z, que només estan editades en castellà, i l'especial de televisió de Bola de Drac GT: Gokū Gaiden! Yūki no akashi wa Sì Xīngqiú (1997). El 10 de febrer del 1999, es va començar a emetre la saga Bola de Drac GT al Canal 33, que va acabar el 13 d'abril del 1999. Després es va tornar a emetre GT des del principi; a l'estiu del 1999, un cop es va acabar la segona remissió de GT, va tornar-se a emetre Bola de Drac des del principi, i les seves reemissions van durar fins al 27 de setembre del 2001. S'acabaven així més de 10 anys de reemissions de la sèrie.
Aquest èxit de la sèrie de televisió va motivar els editors a publicar el manga, i a importar tota mena de marxandatge, des de gomes d'esborrar amb els personatges fins a figuretes. Els espectadors, no obstant, ja havien pogut gaudir d'una altra sèrie d'Akira Toriyama, el Doctor Slump, que va obtenir un èxit relatiu.
Aquests fets han provocat que sovint se la consideri la sèrie amb més èxit als Països Catalans, i la que va fer que s'apostés més per l'anime i el manga. La seva emissió fins al 2001 va ser la de més èxit i d'altra banda va ser una de les sèries de més èxit de tota la graella de Televisió de Catalunya.
Durant anys es demanà enèrgicament la seva reemissió, cosa que va portar que finalment es tornés a emetre des de la tardor del 2011 al Canal 3XL de TVC.
El dia 1 de febrer del 2012, el Canal 3XL va emetre l'últim episodi de Bola de Drac Z Kai, el 98, titulat: "Pau per al futur! L'esperit del Son Goku és etern!", un capítol que al Japó no es va passar per televisió sinó que va ser un capítol extra dels dvds i blue ray recopilatoris.
L'endemà, el 2 de febrer, el Canal 3XL va emetre Bola de Drac (les aventures de Goku petit) com mai l'havíem vista a TVC: amb la careta inicial dels capítols i els crèdits del final de la versió original japonesa, inèdits en català, amb alguns fragments que es van censurar a la sèrie que venia de França, amb les cortinetes (conegudes com eyecatch per donar pas a publicitat) corresponents i amb una qualitat d'imatge millorada i remasteritzada. Les escenes inèdites van ser traduïdes per Jordi Mas. Es van emetre dos capítols diaris, de dilluns a diumenge, a les 21.30h al Canal Super 3.
L'any següent al primer trimestre del 2013 es va emetre una vegada més Bola de Drac (Goku petit) i al estiu es van emetre les 3 series originals Bola de Drac, Bola de Drac Z i Bola de Drac GT, amb pauses publicitades, sense censura i remasteritzada amb un horari de dilluns de diumenge a les 20:55h.
En l'any 2016 va Tornar Bola de Drac ZKai amb els Capitols Finals en el Canal Super3.
Pel 40è aniversari de la publicació del manga original, el juny de 2024, la CCMA va anunciar que havia tancat un preacord per emetre novament Bola de Drac, Bola de Drac Z i la fins aleshores inèdita en català Bola de Drac Súper al SX3 i al 3Cat, on també es va acordar la cessió gratuita del doblatge català per tal que Toei Animation la pogués distribuir internacionalment a altres plataformes.

### Doblatge
Els estudis Dovy van doblar els primers 26 capítols amb la direcció de Bistagne. Quan TVC va adquirir directament els drets va encarregar el doblatge a Estudis Tramontana, on Joan Pera era el director artístic. Més endavant es van repartir les funcions de direcció de doblatge Vicenç Manel Domènech i Manel Català fins a l'episodi 153. Al capítol 27 també hi va haver un relleu de dobladors. Les veus principals van estar interpretades per Maria Moscardó i Mònica Padrós (que prèviament havia interpretat a Mai) al paper de Son Goku, Anna Pallejà i Roser Contreras en el de Bulma, Jordi Ribes i Óscar Muñoz en el de Iamxa, Antonio Crespo i Vicenç Manel Domènech com Follet Tortuga, Francesc Figuerola i Marta Barbarà com Krilin i Joan Pera com Ten Shin Han. La cançó de la careta inicial la va interpretar Jordi Vila, qui també va escriure la lletra, basant-se en una traducció de l’original japonesa, que va fer Marius Bistagne, i la de final, Manolita Domínguez. La cançó d'obertura dels episodis de Bola de Drac emesos per Canal Nou va ser interpretada per Jaume Costa. Segons ell, la cançó tenia un to que no encaixava amb una cantant femenina i li van dir que fes la prova en els estudis on treballava com a cantant i músic.
La majoria de veus es van mantenir a Bola de Drac Z i posteriors, amb les incorporacions de Marc Zanni com el Son Goku adult, Joël Mulachs i Marta Calvó interpretant Son Gohan, Yajirobai i el Trunks nen, Xavi Fernandez interpretant Satanàs Cor Petit Jr. o Joan Sanz interpretant Vegeta. Actors il·lustres com Jordi Dauder, Carles Canut o Alfred Lucchetti van interpretar diferents personatges. Manel Català va interpretar les cançons de les dues caretes de Bola de Drac Z, Toni Ten va interpretar la d'inici de Bola de Drac GT i Elene Rodríguez Valenzuela les dues del final, mentre que Marc Gómez va interpretar les dues de Bola de Drac Z Kai.
Bola de Drac GT es va doblar a Triveu, i Bola de Drac Z Kai, a Sonygraf. Marc Zanni va dirigir el doblatge de les dues sèries.

#### Cançons d'obertura de Bola de Drac
La lletra de les versions de Canal Nou i Canals de TV3 es publiquen a continuació:
| « | Si vols descobrir la bola de drac, has de ser intrèpid i amb nosaltres viatjar. Hauràs de lluitar: la bola de drac és un gran misteri que pots revelar. Cap a un món d'encís, un país encantat, anirem sense parar, sempre cap avant. En moltes coses noves ens podrem transformar. Volarem per l'espai amb un núvol sideral. L'aventura comença: anem a buscar-la, anem, anem, anem, anem. Per mar i per muntanyes, i per tot l'univers, intentarem trobar les set boles d'un drac i al final, segur, les boles del drac seran nostres. Intentem-ho sense cap por: units a Goku no hi ha perill. Sempre, avant, hi ha un món de valor. Si obrim fronteres noves, s'hi arriba molt millor. Si vols descobrir la bola del drac, has de ser intrèpid i amb nosaltres viatjar. No es pot escapar: la bola del drac serà per a nosaltres si allarguem la mà. Cap a un món d'encís, un país encantat, anirem sense parar, sempre cap avant. | Anem-la a buscar, la bola del drac. Envoltada en un misteri, és un gran secret. Anem-la a agafar, la bola del drac. Entre tots els misteris, el més divertit. És un món d'encís, un país encantat on, contents, tots nosaltres, ara hi farem cap. En moltes coses precioses ara ens podrem transformar, travessar l'espai amb un núvol i, així, poder viatjar. L'aventura comença ara: anem-la a buscar, anem, anem, anem, anem! Anirem per mars i muntanyes, i per tot l'univers, intentant aconseguir la bola d'un drac meravellós, i, així, la bola del drac, per fi serà nostra. Intentem-ho sense cap por: units a Goku no hi ha cap perill. Els meus cops i el meu kame-hame a tots impressionen sempre. Ara ho veureu. Anem-la a caçar, la bola del drac. Ens durà la sort: no es pot escapar. Anem-la a trobar, la bola del drac. Serà per a nosaltres si allarguem la mà. És un món d'encís, un país encantat on, contents, tots nosaltres, ara hi farem cap. | » |

### Trajectòria al País Valencià
Tot i tenir una acollida igualment reeixida al País Valencià, la sèrie mai no s'acabà de traduir. Les emissions comencen el 2 de març del 1991, començant amb Bola de Drac durant els caps de setmana i posteriorment passant diàriament amb la programació estiuenca. L'emissió diària continua a la tardor d’aquell any fins a aconseguir les emissions de TV3. El dia 9 octubre 1992 s'avançaria a la resta de comunitats. Durant la setmana santa de 1993, Canal 9 va ser la primera televisió autonòmica a emetre una pel·lícula de Bola de Drac, "Goku i Bulma al Castell del dimoni". L'any 1994 va compaginar reemissions amb noves emissions.
A l’abril de 1994, Canal 9 va tornar a avançar-se a TV3, però aquella tanda d'episodis (185 a 213 de Bola de Drac Z) seria l’última emesa per Canal 9, acabant el 25 de maig de 1994. Les creixents crítiques d’Associacions de Pares, la premsa generalista, i fins i tot la petició al Parlament de Catalunya de la retirada de la sèrie, va influenciar a la resta de comunitats i al clima hostil cap a la sèrie. Anys després es va saber pels actors de doblatge, que es va doblar almenys fins al 232 de Z, que no es va emetre. Tanmateix, Canal 9 va poder programar (tímidament i sense publicitat) la segona tanda de pel·lícules a l'estiu de 1995, últim material vist en Canal 9.
El silenci de la sèrie va ser absolut, fins que el gener de 1997 els programadors es van atrevir a començar la sèrie de Bola de Drac des del capítol 1, però la reemissió va durar 10 capítols. El 17 de Gener de 1997 va ser la cancel·lació i censura definitiva de la sèrie Bola de Drac en valencià.